# Angatia eugeniae
Angatia eugeniae är en svampart som beskrevs av Syd. & P. Syd. 1914. Angatia eugeniae ingår i släktet Angatia och familjen Saccardiaceae.   Inga underarter finns listade i Catalogue of Life.